# Ochyrocera janthinipes
Ochyrocera janthinipes är en spindelart som beskrevs av Simon 1893. Ochyrocera janthinipes ingår i släktet Ochyrocera och familjen Ochyroceratidae.
Artens utbredningsområde är Venezuela. Inga underarter finns listade i Catalogue of Life.